# Ruta Nacional 146 (Argentina)
La Ruta Nacional 146 es una carretera argentina, que se despliega en las provincias de San Luis y Mendoza. En su recorrido de 395 kilómetros comunica la RN 20 a nivel del km 286 en la puntana localidad de Luján con la RN 143 en la mendocina ciudad de San Rafael.

## Localidades
Las ciudades y localidades por los que pasa esta ruta de noreste a sudoeste son las siguientes (los cascos de población con menos de 5000 habitantes figuran en itálica).

### Provincia de San Luis
Recorrido: 221 km (kilómetro 0 a 221).
- Departamento Ayacucho: Luján (kilómetro 0) y acceso a San Francisco del Monte de Oro (km 26).
- Departamento Belgrano: Toro Negro (km 57).
- Departamento Juan Martín de Pueyrredón: San Luis (km 120-125) y Beazley (km 183).

### Provincia de Mendoza
Recorrido: 174 km (km 221 a 395).
- Departamento La Paz: No hay poblaciones.
- Departamento San Rafael: Monte Comán (km 339), Goudge (km 386) y San Rafael (km 390-395).

## Historia
El 3 de septiembre de 1935 la Dirección Nacional de Vialidad difundió su primer esquema de numeración de rutas nacionales. La Ruta Nacional 146 se extendía entre la ciudad de San Luis y Villa Dolores, en la Provincia de Córdoba.
En la primera mitad de la década de 1970 la Provincia de San Luis le transfirió a la Nación la Ruta Provincial 19 entre San Luis y el puente Las Horquetas sobre el Río Desaguadero en el límite con la Provincia de Mendoza.
El Decreto Nacional 1595 del año 1979 prescribió que la Provincia de Mendoza le debía transferir el camino en construcción entre el puente mencionado y el empalme con la Ruta Nacional 143. El tramo mendocino se pavimentó a fines de la década de 1980.
Debido al cambio de traza de la Ruta Nacional 20 prescripto por el decreto mencionado, el tramo entre Villa Dolores y Luján cambió su denominación.